# Tombe du Soleil et de la Lune
La tombe du Soleil et de la Lune (en italien : Tomba del Sole e della Luna) est une des tombes étrusques, datant du VIIe siècle av. J.-C., situées dans la nécropole de L'Osteria près de la ville de Vulci dans la  province de Viterbe, dans le nord du Latium.

## Histoire
La tombe du Soleil et de la Lune date de la période orientalisante ; elle été mise au jour durant les campagnes de fouilles du XIXe siècle. Bien qu'elle ne soit  plus localisable aujourd'hui, des documents imprécis signalent sa présence sur le site.

## Description
La tombe se trouvait dans la zone septentrionale de Vulci au lieu-dit de l'Osteria comprise dans le Parco Archeologico Ambientale di Vulci. 
Il s'agissait d'une tombe a camera creusée dans le tuf dont le style devait être similaire à celui de la Tombe des Plafonds sculptés. 

## Sources
- x